# Constantin VII Porphyrogénète
Constantin VII Porphyrogénète (en grec : Κωνσταντίνος Ζʹ Πορφυρογέννητος, Kōnstantinos VII Porphyrogennētos), né le 3 septembre 905 à Constantinople et mort le 9 novembre 959 dans la même ville, est empereur byzantin de 913 jusqu'à sa mort, bien qu'il n'exerce effectivement le pouvoir qu'à partir de 944. Il appartient à la dynastie macédonienne.

## Naissance et légitimation
Constantin est le fils de l'empereur Léon VI le Sage et de sa maîtresse Zoé Carbonopsina. L'empereur n'ayant pas d'autre fils, il épouse Zoé, en quatrième mariage (une « tétragamie »), en violation autant des règles de l'Église que du code de lois qu'il avait lui-même promulgué et qui prohibait toute union au-delà de la troisième. Pour l'Église orthodoxe, en effet, le premier mariage revêt un caractère sacré ; à la mort de l'épouse, un second mariage est autorisé afin de permettre la perpétuation de la famille ; le troisième et a fortiori le quatrième mariages sont considérés comme des fornications et condamnés, les enfants issus de ces unions étant regardés comme illégitimes. Issu d'une quatrième union, Constantin est donc regardé comme illégitime.
Léon VI lutte pendant plus d'un an pour imposer cette légitimation, forçant pour cela à l'abdication le patriarche Nicolas Ier Mystikos, et le remplaçant par Euthyme Ier de Constantinople, qui accorde à Léon la dispense nécessaire pour épouser Zoé et légitimer Constantin qui est associé au trône le 9 juin 911.
Constantin y gagne son surnom de « Porphyrogénète » (« né dans la pourpre », la pourpre symbolisant la Porphyra, chambre de couleur homonyme où accouchent les impératrices). Il signifie né durant le règne d'empereur de son père — c'est loin d'être la règle générale pour les empereurs romains, dont la succession n'est pas réglée par des dispositions claires, sans parler des nombreux coups d'État — et implique donc la légitimité de la filiation.
À la mort de Léon VI, le 11 mai 912, son frère lui succède sous le nom d'Alexandre. Peu avant sa mort en 913, il confirme Constantin, âgé de 7 ans, comme successeur, mais organise un conseil de régence avec Nicolas à sa tête, et en écartant, contre tous les usages, Zoé, la mère de l’empereur.

## Empereur sous tutelle

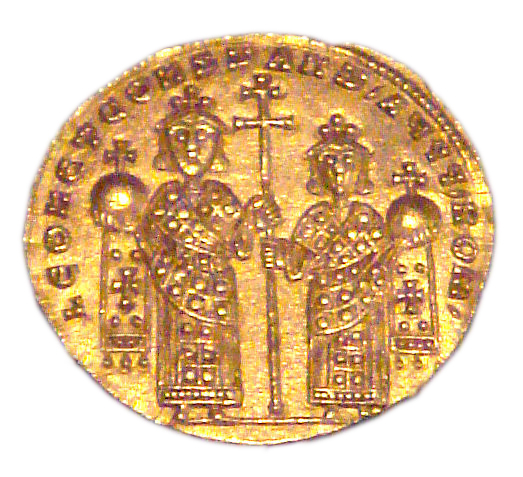
À droite, le jeune Constantin VII avec son père Léon VI le Sage (à gauche) sur un solidus.

Nicolas envoie Zoé dans un couvent. Mais il se discrédite en concluant seul un accord trop défavorable avec le tsar des Bulgares Siméon Ier de Bulgarie, et le conseil de régence impose le rappel en 914 de Zoé, à laquelle il reconnaît à nouveau le titre d'impératrice.
En 918, après des succès initiaux, ses armées sont à leur tour vaincues par les Bulgares. Constantin VII, encouragé par son précepteur, fait appel à l'amiral Romain Lécapène, pour éviter une probable prise du pouvoir par le général Léon Phocas, appelé par Zoé.
Romain Ier Lécapène s'impose, fait épouser sa fille Hélène Lécapène à Constantin VII et, en 920, il renvoie Zoé au couvent, puis le 17 décembre, se proclame lui-même Basileus. Bien qu'exerçant tout le pouvoir, il respecte la personne de Constantin et son titre, le reconnaissant comme co-empereur, mais à la seconde place. Il fait plus tard proclamer ses trois fils co-empereurs, plaçant l'aîné, Christophe, à la deuxième place, et reléguant donc Constantin en troisième position. Cependant, après la mort de Christophe, le seul de ses fils qu'il estimait digne de lui succéder, Romain vieillissant confirme la deuxième place de Constantin VII et prépare la succession pour le fils de celui-ci, né en 939 et prénommé Romain, futur Romain II, qui est aussi son propre petit-fils. En décembre 944, ses deux autres fils, Constantin et Étienne Lécapène, le renversent et l'enferment dans un monastère ; mais une émeute populaire leur impose de partager le pouvoir avec Constantin VII. En janvier 945, ils essaient de se débarrasser de lui mais échouent, et on les enferme aussi dans des monastères. Désormais, Constantin VII est seul empereur.

## Empereur érudit

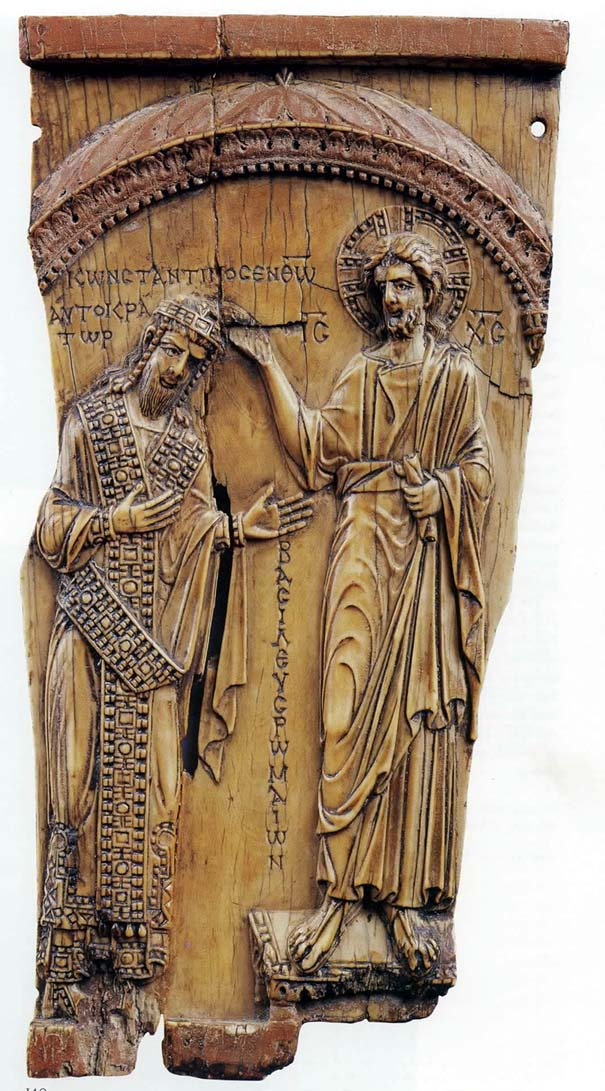
Le Christ couronnant Constantin VII (ivoire, 945, musée Pouchkine).

Confiné au Grand Palais sous le règne de son beau-père Romain Ier Lécapène, Constantin VII s'avère être un peintre de talent et se lance dans une grande entreprise de recherches érudites, qui le conduit à composer notamment trois ouvrages formant un triptyque sur la question du gouvernement de l'Empire : d'une part, le De Ceremoniis aulæ byzantinæ (Le Livre des cérémonies de la cour byzantine), vaste compilation de textes sur la vie et les rituels de la cour impériale, comprenant d'ailleurs aussi des informations sur l'armée et les campagnes militaires, et sur l'administration des finances ; d'autre part le De administrando Imperio (Livre de l'administration de l'Empire), qu'il destine à l'éducation de son fils Romain, futur Romain II, et qui est notamment consacré aux relations avec les peuples étrangers, sur lesquels sont données diverses informations ; enfin le De Thematibus, qui décrit la situation des « thèmes », c'est-à-dire des circonscriptions administratives et militaires de l'empire.
Il fait aussi rassembler un ensemble de récits historiques prenant la suite de la Chronique de Théophane le Confesseur, qui s'interrompt à la chute de l'empereur Michel Ier Rhangabé en 813. Ces récits, organisés par règnes d'empereur, couvrent la période allant de 813 à 961 ; l'ensemble est appelé Théophane continué (en latin Theophanes continuatus). À l'intérieur de cet ensemble, le cinquième livre, qui est la Vie de Basile, est de Constantin VII lui-même, qui n'a laissé à personne le soin de célébrer le fondateur de sa dynastie.
Il fait aussi compiler ce qu'on appelle les Excerpta, un ensemble de cinquante-trois anthologies thématiques d'extraits d'œuvres littéraires anciennes autrement perdues, notamment historiques ; il en reste quatre, d'ailleurs incomplètes : Sur les ambassades, Sur les conjurations, Sur les vertus et les vices, Sur les incendies. C'est également à son initiative que sont compilés les Geoponica sur l'agriculture, les Iatrica sur la médecine, les Strategica sur l'art militaire, et qu'est réalisé le ménologe de Syméon Métaphraste. L'ensemble de ces travaux d'érudition revêt un caractère encyclopédique.

## Règne personnel
Ennemie de la famille Lécapène, la famille Phocas jouit des préférences de l'empereur : Bardas Phocas l'Ancien est ainsi nommé général des armées d'Orient, tandis que ses fils Nicéphore Phocas et Léon Phocas le Jeune deviennent stratèges des Anatoliques et de Cappadoce.
Sur le plan intérieur, Constantin VII poursuit la politique mise en œuvre par Romain Ier Lécapène et favorise les petits propriétaires paysans, ordonnant même en 947 que soient restituées sans compensation toutes leurs terres acquises par la grande aristocratie terrienne depuis le début de son règne, en 913. Les petits propriétaires paysans constituent la base de la puissance militaire et surtout fiscale de l'empire et les empereurs forts les protègent.
En 949, il tente de reprendre la Crète aux Arabes, mais comme son père en 911, il échoue. Il provoque une attaque arabe contre les territoires byzantins en Syrie, en Arménie, et en Italie. Les territoires à l'est sont reconquis par le général Jean Tzimiskès. En 956, une flotte arabe est détruite par le feu grégeois, grâce à l'action de Basile Hexamilitès. En 958, il reçoit la visite d'Olga, une princesse ruthène de Kiev, qui est baptisée sous le nom d'Hélène et commence à convertir son peuple. La christianisation de la Rus' de Kiev ne se fait cependant que sous son petit-fils Vladimir.
À la mort de Constantin en 959, son fils Romain II lui succède.

## Union et postérité
Constantin VII a épousé le 4 mai 919 Hélène Lécapène (morte en 961), fille de Romain Ier Lécapène, dont :
- Romain II ;
- Zoé ;
- Agathe ;
- Théodora, qui épouse en novembre 970 Jean Ier Tzimiskès ;
- Théophano ;
- Anne.

Les cinq filles de l'empereur sont enfermées par leur frère Romain II dans le monastère de Kanikleios, puis transférées les unes au monastère d'Antioche et les autres dans celui du Myrelaion et tondues moniales par l'abbé Jean de Stoudios. Romain II leur fait la même pension qu'au Grand Palais mais elles rejettent l'habit monastique. Plus tard Jean Ier Tzimiskès épouse Théodora, qui n'avait sans doute pas prononcé de vœux.

## Héritage littéraire
Constantin VII s'inscrit dans un renouveau littéraire qui a pris racine à la fin du VIIIe et durant tout le IXe siècle. À l'instar de son père, il utilise les leviers de l'État pour stimuler les initiatives des lettrés, notamment par des copies et compilations d'œuvres anciennes issues de l'Antiquité. Les réalisations littéraires soutenues par Constantin VII sont connues sous le nom d'Excerpta Constantiniana. Des cinquante-trois volumes réalisés, seuls quatre nous sont parvenus : Excerpta de legationibus, Excerpta de insidiis, Excerpta de sententiis et Excerpta de virtutibus et vitiis.
Constantin VII a également réalisé ses propres œuvres littéraires :
- Constantin Porphyrogénète, Le livre des cérémonies (Περὶ τῆς βασιλείου τάξεως), texte traduit par Albert Vogt, Paris, Belles-lettres, 1967, 4 volumes.
- Constantin Porphyrogénète, De thematibus, texte édité et commenté par Agostino Pertusi, Citta' del Vaticano, Biblioteca Apostolica Vaticana, 1952.
- Constantin Porphyrogénète, De Administrando Imperio (Πρὸς τὸν ἴδιον ὑιὸν Ρωμανόν), texte traduit en anglais par Romilly Jenkins (éd. par Gyulia Moravcsik), Budapest, Pázmány Péter Tudományegyetemi Görög Filoĺ́ogiai Intézet, 1949.
- Constantin Porphyrogénète, Vita Basilii (Βίος Βασιλείου), inédit.